# Ioveta von Bethanien
Ioveta von Bethanien (* 1120; † um 1170) war die vierte und jüngste Tochter von Balduin II. von Jerusalem und Morphia von Melitene. Ihr Name taucht in unterschiedlichen Formen auf, unter anderem als Joveta, Yvette, Iveta, Ivetta oder auch Juditta.
Ioveta war die einzige Tochter von Balduin, die geboren wurde, nachdem er 1118 König wurde. Als Balduin 1123 von den Ortoquiden nahe Edessa gefangen genommen wurde, war Ioveta eine der Geiseln, die für seine Befreiung gegeben werden mussten. Sie wurde in Shaizar gefangengehalten und wurde 1125 mit einem Lösegeld von achtzigtausend Dinar von ihrem Vater befreit. Das Geld hatte Balduin von seiner Ausbeute nach dem Sieg bei der Schlacht von Azaz im selben Jahr genommen.
Iovetas Schwestern wurden gut verheiratet. Die älteste, Melisende, heiratete Fulko V. von Anjou, der Balduin auf den Thron des Königreiches von Jerusalem folgte. Alice heiratete Bohemund II. von Antiochia und Hodierna heiratete Raimund II. von Tripolis. Ioveta ging jedoch in das Kloster St. Anna in Jerusalem. 1143 ließ Melisende in Bethanien (heute al-Eizariya) ein Kloster bauen, das dem heiligen Lazarus gewidmet war, auf Ländereien, die sie von der „Kirche des Heiligen Grabes“, also aus dem Besitz des Lateinischen Patriarchen von Jerusalem, erhalten hatte. Nach dem Tod der ersten Äbtissin im Jahr 1144 wurde Ioveta als deren Nachfolgerin gewählt. Obwohl sie nicht so viel Einfluss wie ihre Schwestern hatte, so hatte sie in ihrer Stellung als Äbtissin doch eine gewisse Machtposition: In einem Vertrag von 1157 wird erwähnt, dass sie dem Johanniterorden Land stiftete.
Ioveta war für die Erziehung ihrer Großnichte Sibylla verantwortlich, sie war die Tochter des Sohnes ihrer Schwester Melisende, Amalrich, und Agnes von Courtenay.
Ioveta stand ihren Schwestern sehr nahe. Als Melisende 1161 im Sterben lag, waren Ioveta und Hodierna an ihrer Seite (Alice starb wahrscheinlich schon früher). Danach verschwindet Ioveta aus der Geschichte; ihr Todesdatum ist unbekannt. Sie war aber 1178 bereits tot, da zu diesem Zeitpunkt bereits eine andere Äbtissin im Kloster von St. Lazarus erwähnt wird.